# 马里奥·萨维奥

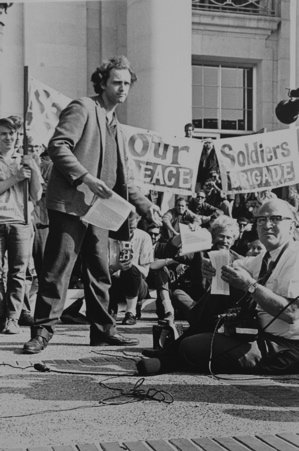
马里奥·萨维奥（Mario Savio）

马里奥·萨维奥（1942年12月8日—1996年11月6日），美国政治活动家、言论自由运动领袖。1964-65年，马里奥·萨维奥、杰克·温伯格等人一起领导了美国加州大学伯克利分校的言论自由运动，并于1964年12月2日在伯克利校园内史布劳尔广场（Sproul Plaza）上发表了著名的演讲《机器运行/将你们的身体放到齿轮上》（Operation of Machines/Put your bodies upon the gears），对美国社会和后世影响深远。

## 早年生平
马里奥·萨维奥1942年12月8日出生于美国纽约，父母是美籍意大利人，是虔诚的天主教徒。他1960年以优异成绩毕业于纽约皇后区的Martin Van Buren 高中，同年以全额奖学金被纽约曼哈顿学院录取，同时在纽约城市大学的皇后学院学习。
萨维奥1963年秋季转学入加州大学伯克利分校，主修哲学。1964年初，萨维奥曾因在旧金山的喜来登皇宫酒店（Sheraton-Palace Hotel）前抗议“歧视黑人”而被捕，近1000人参与了此次抗议、167人被捕。

## 言论自由运动
1964年秋季，马里奥·萨维奥同杰克·温伯格等人领导了加州大学伯克利分校的言论自由运动，并多次公开发表演说。1964年12月2日，萨维奥在伯克利校园内的史布劳尔广场（Sproul Plaza）上发表了著名的演讲《机器运行/将你们的身体放到齿轮上》（Operation of Machines/Put your bodies upon the gears），现场聚集了超过4000名学生，并领导近千名学生占领了史布劳尔广场和史布劳尔行政大楼（Sproul Hall）遭警方逮捕，后被释放。12月7日，超过1万6千名学生及教职工在伯克利的赫斯特希腊剧场聚集，加州大学主席克拉克·克尔发表演讲，宣布特赦12月7日之前的学生活动，但坚持学生的政治活动违法。马里奥·萨维奥爬上演讲台，呼吁学生继续抗议。1965年1月初，加州大学伯克利分校校长爱德华·斯特朗被撤换，代理校长马丁·梅尔森宣布校方新法令，允许学生在校内进行政治活动，言论自由运动取得胜利。

## 后期发展
马里奥·萨维奥在言论自由运动中遇见了他未来的第一任妻子苏珊·戈德堡（Suzanne Goldberg），后者是伯克利哲学系的研究生，比萨维奥大两岁。二人与1965年5月结婚，后萨维奥获得英国牛津大学奖学金前去学习物理，期间他的第一个儿子出生。1966年，萨维奥一家回到加州，但他并未从牛津大学获得学位。
从言论自由运动之后，萨维奥开始受到了美国联邦调查局（FBI）的长期追踪和监视，并于1967年因在言论自由中“领导学生大规模集会、示威、抗议”被判入狱120天，妻子因为要抚养儿子而被法官豁免刑罚。而从言论自由运动后，萨维奥求职之路十分艰辛，他曾当过伯克利市一间书店的销售、旧金山第9码头的员工等。1968年，萨维奥竞选加利福尼亚州的州参议员，但竞选失败。1970年，他的第二个儿子降生。1972年，萨维奥和第一任妻子苏珊·戈德堡离婚，他陷入抑郁、政治消沉。
1972年，FBI第一任局长约翰·埃德加·胡佛去世、水门事件爆发，而从胡佛开始的联邦调查局骚扰政治异见者和政治活动分子、收集整理政治领袖的秘密档案、非法手段收集证据等等行为，逐渐公诸于世、饱受争议。1975年，美国针对FBI滥用权力的调查逐渐开始，FBI也停止了对马里奥·萨维奥的监视。
1980年，萨维奥和第二任妻子林恩·霍兰德（Lynne Hollander）结婚，二人相识于言论自由运动。不久萨维奥重新回到学校，并于1984年获得旧金山州立大学物理学学士学位、最高荣誉毕业生（summa cum laude），1989年获得旧金山州立大学硕士学位。1990年，萨维奥和妻子、儿子搬到加州塞瓦斯托波尔，他开始在索诺马州立大学教授物理学。
1996年11月6日，马里奥·萨维奥突发心脏病去世，享年53岁。

## 影响纪念

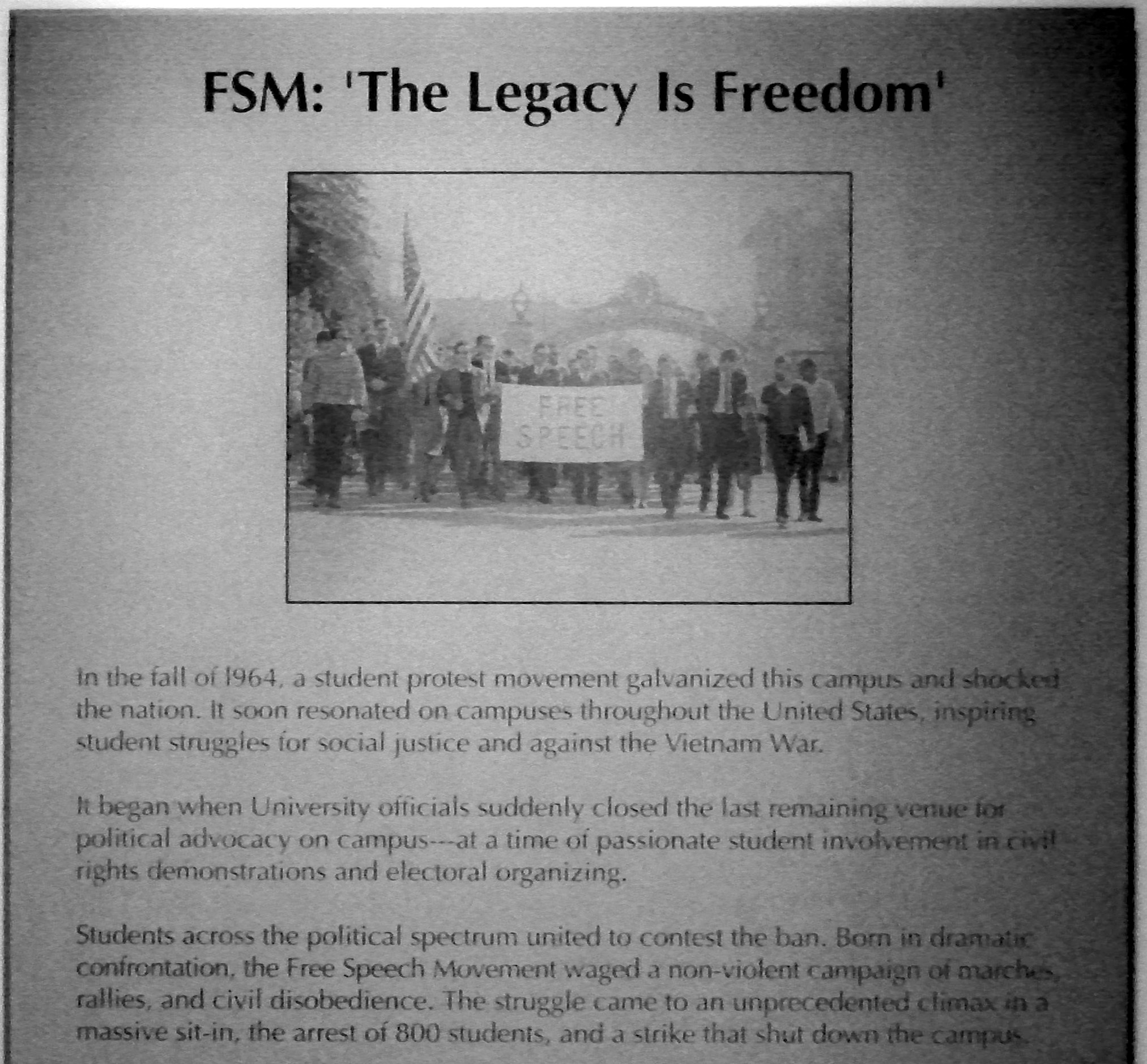
言论自由运动牌匾（言论自由运动咖啡厅）

马里奥·萨维奥等人所领导的言论自由运动是二十世纪六十年代的第一场争取民权（Civil Rights）的学生反抗运动，是美国人民民权运动的一个里程碑，对美国社会及后世产生了深远影响，改变了几代人对政治和道德的看法，而加州大学伯克利分校也成为美国最自由、最包容、最活跃的大学之一。纪念此次运动，伯克利校园内还特别设立了“言论自由咖啡厅（Free Speech Movement Cafe）”。
为了纪念马里奥·萨维奥，萨维奥的家人、同事和支持者成立了“马里奥·萨维奥纪念讲座基金（Mario Savio Memorial Fund）”，每年邀请相关嘉宾于加州大学伯克利分校举行讲座。
1997年，加州大学伯克利分校将史布劳尔广场上的阶梯命名为“马里奥·萨维奥阶梯（Mario Savio Steps）”，而1964年萨维奥正是在此发表了著名的演讲《机器运行/将你们的身体放到齿轮上》（Operation of Machines/Put your bodies upon the gears）。